# Миллер, Ярослав
Ярослав Миллер, M.A., Ph.D. (чеш. Jaroslav Miller; род. 8 января 1971, Шумперк) — чешский историк, ректор Университета Палацкого. Профессор. Специализируется на урбанистической проблематике, истории политического мышления и в последнее время также на вопросах чешской и словацкой эмиграции.

## Биография
Ярослав Миллер учился в гимназии в городе Шумперке (1985—1989), учился на Философском факультете Университета Палацкого по специальности «история — русская филология и литература — английская филология и литература» (1989—1995). Продолжал своё обучение в Центрально-Европейском университете в Будапеште (1996—1997 M. A. по специальности ранняя история нового времени). Учился в аспирантуре на философском факультете Университета Палацкого по специальности «общая история» (1996—2000) и Центрально-Европейский университет в Будапеште (1998—2003) по специальности «сравнительная история». Историю нового времени изучал также в Оксфордском университете (1999—2000). Среди его преподавателей, в частности, были, например, Йозеф Яржаб, Ральф Дарендорф, Стефен Гринблатт или Роберт Джон Вестон Эванс.
Прошёл ряд стажировок в университетах и научных учреждениях в Kaнаде, Венгрии, США, Великобритании, Германии и Aвстралии. Дважды был стипендиатом престижного немецкого научного фонда Александра фон Гумбольдта (2006 Марбург, 2010 Мюнстер) и американского фонда Ендрю В. Меллона (2004, 2010, Вольфенбюттель). В 2008 году получил стипендию программы Фулбрайта в Колледже Георгия и Государственном университете, США. В 2010—2011 годах был приглашённым профессором в Университете Западной Австралии (Перт). В 2012 году посол Соединённых Штатов Америки выдвинул его кандидатуру на должность представителя программы Фулбрайта в Чешской Республике. В том же году ему было присвоено учёное звание профессора истории. В настоящее время является ректором Университета имени Палацкого (Оломоуц).
Миллер получил несколько престижных академических и научных номинаций, среди которых в 2005 году «R. John Rath Prize for Best Study in Habsburg History» или «Best Urban History Monograph Award». В 2008 году престижное британское издательство «Ashgate» опубликовало его монографию Urban Societies in East Central Europe, 1500—1700. В 2010 году издал в Нью-Йорке и Будапеште (вместе с Ласло Контелером) монографию Friars, Nobles and Burghers — Sermons, Images and Prints : Studies of Culture and Society in Early-Modern Europe.

## Публикации
- Urban Societies in East-Central Europe, 1500—1700, (Ashgate: Aldershot — New York, 2008).
- The Palatine Myth: Frederick V. and the Image of the Bohemian War in Early Stuart England, (ARGO: Prague, 2004).
- The Birth of Leviathan Postponed: The Crisis of the Stuart Monarchy, 1603—1641, (ARGO: Prague, 2006).
- The Closed Society and its Enemies: The City in East Central Europe (1500—1700), (Nakladatelství Lidové noviny: Prague, 2006).
- John Barclay — Argenis: Intellectual Roots of European Absolutism, (Nakladatelství Lidové noviny: Prague, 2009).
- With László Kontler, Friars, Nobles and Burghers — Sermons, Images and Prints: Studies in Culture and Society in Early Modern Europe  (New York — Budapest: CEU Press, 2010).